# Microfibrila
Microfibrilas são estruturas medindo cerca de 10 a 25 nanômetros de diâmetro, formadas pelo conjunto de micelas que estão dispostas ordenadamente e conferem propriedades cristalinas à parede celular. As micelas são formadas por moléculas de celulose.